# Ptenomela tavakiliani
Ptenomela tavakiliani är en skalbaggsart som beskrevs av Soula 2002. Ptenomela tavakiliani ingår i släktet Ptenomela och familjen Rutelidae. Inga underarter finns listade i Catalogue of Life.